# Scheitan
Scheitan (z arabského slova لشيطان, aš-Šaiṭān, ďábel) je švédská metalová kapela založená roku 1996 ve městě Luleå Pierrem Törnkvistem a Oskarem Karlssonem (mj. ex-Gates of Ishtar). Zpočátku hrála black metal, později se přeorientovala na tzv. death 'n' roll a gothic rock/gothic metal.

Debutové studiové album se jmenuje Travelling in Ancient Times a vyšlo v roce 1996. Kolem roku 2000 kapela zanikla. Od roku 2021 je opět aktivní.

## Diskografie
Studiová alba
- Travelling in Ancient Times (1996)
- Berzerk 2000 (1998)
- Nemesis (1999)[1]

EP
- Deathgoth (2021) – první čtyři zremasterované skladby z alba Berzerk 2000[2]

Singly
- Lost in Time (2023)
- Fire at Dawn (2023)
- White Wedding (2023)